# Geckolepis typica
Espèce
Synonymes
- Geckolepis typica var. anomala Mocquard, 1909
- Geckolepis anomala Mocquard, 1909
- Geckolepis typica anomala Mocquard, 1909
- Geckolepis typica var. modesta Methuen & Hewitt, 1913
- Geckolepis modesta Methuen & Hewitt, 1913
- Geckolepis typica modesta Methuen & Hewitt, 1913
- Geckolepis petiti Angel, 1942

Statut de conservation UICN

 LC : Préoccupation mineure
Geckolepis typica est une espèce de geckos de la famille des Gekkonidae.

## Répartition
Cette espèce est endémique de Madagascar.

## Taxinomie
Köhler et al. ont placé en synonymie avec Geckolepis typica les espèces ou sous-espèces Geckolepis anomala, Geckolepis modesta et Geckolepis petiti.

## Publication originale
- Grandidier, 1867 : Liste des reptiles nouveaux découverts, en 1866, sur la côte sud-ouest de Madagascar. Revue et Magazine de Zoologie (Paris), ser. 2, vol. 19, p. 232-234 (texte intégral).